# قرار مجلس الأمن التابع للأمم المتحدة رقم 536
قرار مجلس الأمن التابع للأمم المتحدة رقم 536، المتخذ في 18 يوليو 1983، بعد التذكير بالقرارات 425 (1978)، 426 (1978)، 508 (1982)، 509 (1982) و520 (1982)، وكذلك دراسة تقرير الأمين العام حول قوة الأمم المتحدة المؤقتة في لبنان (اليونيفيل)، قرر المجلس تمديد ولاية اليونيفيل لمدة ثلاثة أشهر أخرى حتى 19 تشرين الأول 1983.
ثم طلب المجلس من الأمين العام تقديم تقرير عن التقدم المحرز فيما يتعلق بتنفيذ القرار.
تم اعتماد القرار بأغلبية 13 صوتًا، مع امتناع عضوين عن التصويت من جمهورية بولندا الشعبية والاتحاد السوفيتي.